# Святой Станислав обличает Болеслава Смелого
«Святой Станислав обличает Болеслава Смелого» (пол. Święty Stanisław karcący Bolesława Śmiałego) — картина польского художника Яна Матейко на исторический сюжет, созданная в 1877 году. Её оригинал погиб.
Сюжет для картины Матейко почерпнул в средневековой польской истории. Князь Болеслав II Смелый собственноручно зарубил епископа краковского Станислава, который впоследствии был канонизирован. Согласно католической легенде, причиной убийство было осуждение епископом княжеских грехов, по мнению ряда историков — участие Станислава в мятеже магнатов. Художник придерживался первого варианта. На его полотне князь, сидя на скамье, обнимает за талию женщину, а епископ, стоящий перед Болеславом, поднимает глаза и правую руку к небу.
В 1892 году Матейко создал эскиз к картине «Убийство святого Станислава».